# Bolesław Kowalski (1917–2018)
Bolesław Kowalski ps. „Wicher” (ur. 24 stycznia 1917 we wsi Liśnik Duży, zm. 2 marca 2018 w Olbięcinie) – uczestnik II wojny światowej, pułkownik WP w stanie spoczynku, działacz kombatancki.

## Życiorys
Urodził się we wsi Liśnik Duży koło Kraśnika, gdzie w wieku 14 lat wstąpił do Związku Strzeleckiego. W czerwcu 1933 ukończył kurs II stopnia PW. W 1938 rozpoczął służbę wojskową w 9 pułku artylerii lekkiej w Siedlcach. W trakcie polskiej wojny obronnej 1939, był żołnierzem zwiadu w stopniu kaprala w ramach Samodzielnej Grupy Operacyjnej „Polesie” pod dowództwem gen. Franciszka Kleeberga. Uczestniczył w bitwie pod Kockiem, Serokomlą i Wolą Gułowską, gdzie został ranny i dostał się do niewoli niemieckiej z której następnie zbiegł. W listopadzie 1939 wstąpił do Związku Walki Zbrojnej (po zaprzysiężeniu przyjął pseudonim „Wicher”), a następnie był żołnierzem Armii Krajowej. W czasie okupacji niemieckiej brał udział w akcjach dywersyjno-sabotażowych oraz działał w partyzantce na terenie Lubelszczyzny. Był również uczestnikiem Akcji „Burza” na Lubelszczyźnie, w której wziął udział jako plutonowy w składzie 10. kompanii 8 pułku piechoty AK w Lasach Gościeradowskich, gdzie podczas walk 28 lipca 1944 został ciężko ranny. Leczył się ponad rok.
Po wojnie zagrożony aresztowaniem przez NKWD i UB przez szereg miesięcy musiał się ukrywać zmieniając miejsca zamieszkania. Nie uniknął jednak aresztowania i przesłuchań. W 1951 został ponownie zatrzymany i uwięziony w Kraśniku. Z więzienia udało mu się wydostać dzięki staraniom żony. Następnie prowadził własną kuźnię.
Od stycznia 1990 był członkiem Stowarzyszenia Polskich Kombatantów oraz współzałożycielem i wieloletnim prezesem Koła SPK nr 6 w rodzinnym Olbięcinie. Był fundatorem i inicjatorem powstania tablic pamiątkowych, a także inicjatorem renowacji mogił wojennych. Miał dwóch synów i córkę, doczekał się 9 wnuków i 12 prawnuków.
Podczas uroczystości z okazji swoich setnych urodzin w styczniu 2017, szef Urzędu ds. Kombatantów i Osób Represjonowanych, Jan Józef Kasprzyk, wręczył mu w prezencie szablę oficerską. Otrzymał wtedy też odznakę „Zasłużony dla Województwa Lubelskiego”, oraz medale wojewody lubelskiego i prezydenta Lublina. 30 września tego samego roku został awansowany do stopnia pułkownika w stanie spoczynku.
Pochowany został wraz z żoną Krystyną (zm. 2008) na cmentarzu parafialnym w Wólce Olbięckiej.

## Odznaczenia
- Krzyż Srebrny Orderu Virtuti Militari (przez władze RP na uchodźstwie)
- Krzyż Komandorski z Gwiazdą Orderu Odrodzenia Polski[13]
- Krzyż Oficerski Orderu Odrodzenia Polski[5]
- Krzyż Kawalerski Orderu Odrodzenia Polski[14]
- Order Krzyża Grunwaldu III klasy[14]
- Krzyż Walecznych[2] (dwukrotnie)[14]
- Złoty Krzyż Zasługi z Mieczami[14]
- Medal za Długoletnie Pożycie Małżeńskie[14]
- Medal Wojska (czterokrotnie)[14]
- Krzyż Partyzancki[14]
- Krzyż Armii Krajowej[14]
- Krzyż Kampanii Wrześniowej[14]
- Krzyż Batalionów Chłopskich[14]
- Medal „Za udział w wojnie obronnej 1939”[14]
- Odznaka za Rany i Kontuzje (dwukrotnie)[14]
- Złoty Medal „Za zasługi dla obronności kraju” (pośmiertnie)[15]
- Medal „Pro Patria”[5][14]
- Medal „Pro Memoria”[14]
- Odznaka „Weteran Walk o Wolność i Niepodległość Ojczyzny”[14]
- Odznaka pamiątkowa Akcji „Burza”[14]
- Odznaka Honorowa „Zasłużony dla Województwa Lubelskiego”[3][14]
- Krzyż Zasługi Stowarzyszenia Polskich Kombatantów[14]
- Krzyż Zasługi SPK Obrońców Ojczyzny[14]
- Krzyż 95 Lat Związku Inwalidów Wojennych RP[14]
- Medal „Za zasługi dla SKOW Orderu Virtuti Militari”[14]
- Medal „Za zasługi dla SKOW Orderu Krzyża Grunwaldu”[14]
- Złoty Krzyż Honorowy Związku Piłsudczyków RP[14]
- Medal pamiątkowy „Obrońcy Ojczyzny 1939-1945"[3]